# Shandong Taishan Football Club
Maillots
Actualités

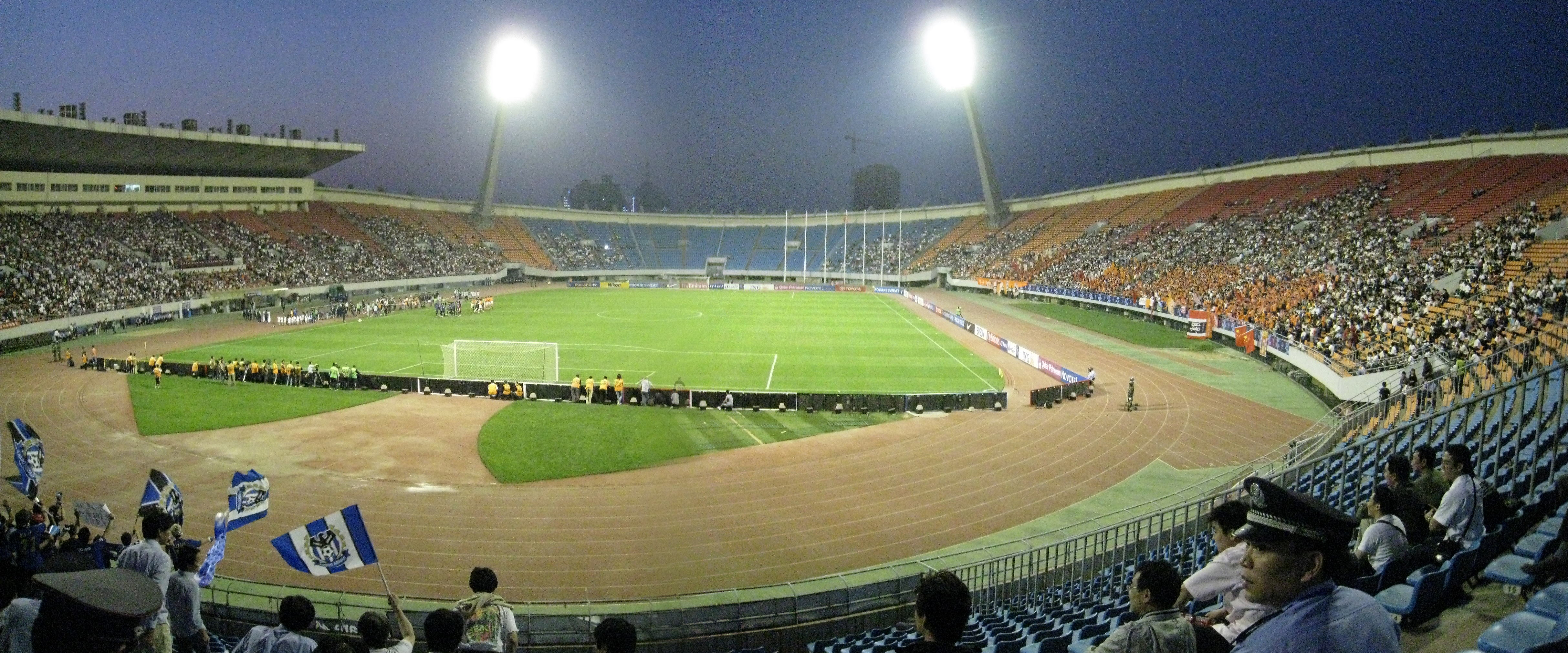
Le Shandong Stadium à Jinan

Le Shandong Taishan Football Club (en chinois : 山东泰山足球俱乐部), plus couramment abrégé en Shandong Taishan, est un club chinois de football fondé en 1993 et basé à Jinan, dans la province du Shandong.

## Histoire du club

### Création et genèse (1956-1993)
Le club est fondé le 10 avril 1956 par le gouvernement local de la province de Shandong. La première décennie d'existence du club est marquée par des résultats en dents de scie dans le championnat chinois et une neuvième place aux Jeux de Chine 1965. Le club connut cependant 8 ans d'inactivité à cause de la révolution culturelle chinoise. De 1973 à 1991, le club connut de nouveaux des inconstances. Le club fut relégué en 1989 avant d'être une nouvelle fois relégué en 1990. La période en troisième division n'a pas duré très longtemps et le club de Jinan a immédiatement remporté la division et fut promu à la fin de la saison 1991. La campagne suivante a vu la Fédération chinoise décider de rendre le football chinois entièrement professionnel. Cela profita au club alors qu'il arrivait en troisième position en deuxième division et se fut garantir la promotion en première ligue.

### Professionnalisation progressive et premiers titres (1993-1998)
Le 2 décembre 1993, le club devint pleinement professionnel et obtint un parrainage. Le club changea ainsi son nom pour Shandong Taishan Football Club puis Shanghai Jinan Taishan Football Club lorsque la ville se mit, elle aussi, à parrainer le club. Le Shandong est l'une des équipes fondatrices du championnat professionnel chinois, dont la saison inaugurale a lieu en 1994. Cependant, les dirigeants rencontrent rapidement des problèmes financiers avec l'amélioration des salaires des joueurs et les coûts supplémentaires de gestion d'un club professionnel, qui ont souvent vu les joueurs payés en retard. Le manque de fonds a également vu le club incapable de signer des joueurs étrangers, ce qui en fait l'une des rares équipes de la ligue sans joueurs étrangers dans son effectif. Pour aggraver les problèmes du club, plusieurs vétérans qui ont aidé le club à intégrer la ligue, Wang Dongning et Leng Bo, ont quitté l'équipe à la fin de la saison. Le 3 avril 1995, le club a changé de nom pour Jinan Taishan Football Club pour accueillir des sponsors, mais les problèmes financiers sont restés les mêmes et ils n'ont pas pu faire entrer de nouveaux joueurs dans l'équipe. Malgré cela, le club voit l'émergence de joueurs tels que Liu Yue, Su Maozhen ou Tang Xiaocheng. C'est surtout le joueur Li Xiaopeng qui va avoir un rôle dans l'histoire du club. Le club réalise ainsi l'exploit de battre les champions nationaux du Shanghai Shenhua en finale de la Coupe chinoise de 1995. Après la victoire, l'entreprise de Shandong General Tobacco s'est intéressée au club. Le 2 mars 1996, quelque temps avant la reprise du championnat, la firme a pris le contrôle de l'équipe et a investi environ 800 000 euros (6,5 millions de yuans à l'époque) dans le club. Avec également l'investissement continu de la ville de Jinan également, le club était sur une base financière sûre et avec Su Maozhen devenant le meilleur buteur de la ligue et l'équipe atteignant à nouveau une autre finale de coupe en 1996, les choses semblaient s'être améliorées pour l'équipe, cependant cette fois, l'équipe perd contre Beijing Guoan, 4-1. Le 5 janvier 1998, le Shandong Electric Power Group Corporation devint l'actionnaire majoritaire du club. Celui-ci fut alors rebaptisé Shandong Luneng. Les nouveaux propriétaires mirent Kim Jung-Nam en tant que nouvel entraîneur, lui qui avait emmené la Corée du Sud à la Coupe du Monde 1986, soit pour la première fois depuis 32 ans. Le style de Kim ne lui a cependant pas apporté de nombreuses victoires et il a démissionné plus tard. Il fut remplacé par celui qui était l'entraîneur présent avant lui, Yin Tiesheng, en tant qu'intérimaire, permettant ainsi à l'équipe d'éviter la relégation.

### Club de renommée nationale grâce aux entraîneurs yougoslaves et russes (1999-2012)
Le 25 décembre 1998, l'ancien entraîneur de l'équipe nationale yougoslave, Slobodan Santrač, rejoint Shandong en tant que nouveau manager pour la saison 1999. Grâce à des signatures étrangères et la grande forme du joueur emblématique du club, Li Xiaopeng, Shandong remporta ainsi son premier titre de champion, acquis sur une victoire 5-0 à la dernière journée du championnat, face à Chongqing. Quelques jours plus tard, le club battit le Dalian Wanda 4-3 et remporta aussi la coupe nationale. Slobodan Santrač fut ainsi logiquement nommé entraîneur de l'année. La victoire en coupe nationale sera malheureusement entachée de controverse lorsque, le 18 février 2013, la police chinoise confirma que, l'ancienne fédération chinoise de football avait été payée 400 000 yuans (de l'ordre de 50 000 euros) par le club pour sélectionner les arbitres pour leurs rencontres dans le tournoi. Le Shandong sera plus tard condamné à une amende d'un million de yuans par l'association chinoise de football pour cette transgression.
La saison 2000, fut moins bonne. Les bonnes recrues ne suffiront pas au club de Shandong de défendre son titre de 1999. C'est ainsi que, le 13 septembre 2000, Slobodan Santrač est limogé. Il sera remplacé par le Russe Boris Ignatiev. Pour la saison 2001, le club rencontre de nouveau des complications dès le début du championnat. Une fois de plus, le club n'a pas connu un début de saison idéal. Les résultats sous Ignatiev ne sont guère meilleurs. L'équipe a connu les pires défaites de son histoire lors de Ligue des champions asiatique 2000-2001. Le 23 mars 2001, Shandong perd contre les Japonais du Júbilo Iwata 6-2 puis le 25 mars 2006 6-0 contre les Coréens du Suwon Samsung. Les deux matchs, qui ont tous deux eu lieu dans la ville indonésienne de Makassar, ont été les premières défaites humiliantes de l'histoire du club sur la scène internationale et sont connus des fans de football chinois sous le nom de "massacre de Makassar" et ont hanté l'équipe pendant des mois dans ses compétitions nationales. En été, l'équipe a signé Nii Lamptey et plus tard cette année-là, Márcio Santos dans le but d'arrêter la séquence de défaites. Lamptey a contribué à aider l'équipe à regagner la confiance perdue et elle termine les matchs restants avec neuf victoires et un match nul pour la fin de la saison 2001. L'entraîneur russe Valeri Nepomniachi, qui a notamment emmené loin le Cameroun lors de la Coupe du monde 1990 reprend l'équipe le 18 décembre 2001 pour la saison 2002 et, sous sa gouverne, les résultats se sont améliorés, le club terminant à la quatrième place du championnat.
Le 8 février 2003, l'association de football chinoise découvrirait que le directeur général Dong Gang payait des arbitres pour avoir fait preuve de partialité envers son équipe dans un scandale nommé "sifflet noir" par les médias chinois et avait vu Shandong condamné à une amende de 800 000 yuans. Nepomniachi a décidé de rester avec le club, mais le scandale a gravement affecté l'équipe et ils ont eu du mal tout au long de la saison, terminant 12e à la fin de la saison de ligue 2003. Bien qu'il ait été nommé dans le scandale du "sifflet noir", Dong Gang est resté directeur général de l'équipe et il embaucha le serbe Ljubiša Tumbaković le 7 janvier 2004 (il quittera le club le 22 novembre 2005). Avec la signature de l'attaquant international chinois Li Jinyu et l'émergence de Han Peng, le club réalisa une bonne saison dans la désormais dénommée "Chinese Super League" et put remporter la Coupe nationale en 2004 en battant le Sichuan Guancheng en finale. Avec la signature d'un autre international chinois, Zheng Zhi, Shandong a cherché à offrir une meilleure performance lors de la deuxième sortie du club en Ligue des champions AFC 2005 où ils ont atteint les quarts de finale avant d'être humiliés par les futures vainqueur de l'Al-Ittihad Djeddah (8–3 au total). La capitulation à Al-Ittihad, qui a vu Tumbakovic et les joueurs Zheng Zhi ainsi que Predrag Pazin mis à pied pour conduite abusive et violente affectera finalement les performances de l'équipe au sein de la ligue et les fera perdre le titre de champion de 2005, pour finalement finir à la troisième place. Le club a par ailleurs vu sa légende Li Xiaopeng prendre sa retraite le 1er juillet après 12 ans de bons et loyaux services.
Durant la campagne 2006 de Super League chinoise, Tumbaković chercha à surmonter la déception de la saison précédente et en étant absent de la Ligue des champions, le Shandong pouvait se concentrer sur les coupes nationales. Le club remporta ainsi le doublé Coupe-Championnat, pour la deuxième fois de son histoire. Avec de jeunes joueurs talentueux et motivés, dont Cui Peng, Zhou Haibin et Wang Yongpo ainsi que Zheng Zhi remportant personnellement le prix du joueur le plus précieux de 2006, tandis que Li Jinyu a remporté le prix du meilleur buteur, Shandong a remporté le titre plusieurs matchs avant la fin du championnat. Le club battit le record de points et de buts dans l'histoire de la ligue de football chinoise. Après avoir obtenu son titre de meilleur joueur, Zheng Zhi intéressera le club anglais de haut niveau, Charlton Athletic, qu'il a initialement rejoint en prêt avant de rendre son déménagement permanent. Son départ verra le Shandong Luneng lutter durant la Ligue des champions 2007 et ils n'ont pas pu améliorer leurs résultats précédents dans la compétition malgré l'obtention de 13 points. Ils ont été éliminés de la compétition en phase de groupes par les coréens du Seongnam Ilhwa Chunma qui les a battus à la différence de buts. La sortie de la Ligue des Champions allait à nouveau se répercuter sur le niveau en championnat et a vu le Shandong incapable de défendre son titre de champion. La saison suivante, sans la compétition continenatale à disputer, le club a pu à nouveau remporter la le championnat, la dernière journée de la saison, grâce à un nul face au Guangzhou Pharmaceutical. Le 7 février 2009, le footballeur international chinois de l'équipe, Zhou Haibin, a signé pour le club néerlandais PSV Eindhoven pour un transfert gratuit. Son départ soudain a donné au Shandong une préparation de pré-saison confuse et difficile, qui les a vu débuter la Ligue des champions de l'AFC 2009 avec une défaite 3-0 contre Gamba Osaka le 10 mars 2009. Ce départ préjudiciable verra finalement le club. ne pas atteindre pas les huitièmes de finale sous Tumbaković. Le moral dans le championnat du club a également souffert. Après que l'équipe ait terminé quatrième du championnat, la direction du Shandong a décidé de laisser Tumbaković partir.
Le 21 novembre 2009, Sun Guoyu est devenu le nouveau directeur général du club et sa première mission a été d'embaucher Branko Ivanković, le 16 décembre 2009, comme nouvel entraîneur du club. L'international chinois établi Deng Zhuoxiang a rejoint l'équipe avant le début de la campagne de la ligue 2010 dans l'espoir de réinitialiser le milieu de terrain de l'équipe. Une fois de plus, leur campagne continentale les a vus éliminés en phase de groupes de la Ligue des champions de l'AFC 2010, mais contrairement aux saisons précédentes, le Shandong a pu se remettre de cette déception et avec l'arrivée du hondurien Julio Cesar de León en cours de saison, ils ont pu gagner le championnat. La défense du titre de champion a vu le jeune prometteur Zhang Chi gravement blessé lors du premier match de la saison de championnat 2011. Le club a cependant recruté le brésilien Obina pour 2,5 millions d'euros. Le Shandong a cependant commencé la saison lentement en étant sur le point d'être éliminé une fois de plus dans la phase de groupes de la Coupe AFC, ce qui a entraîné la démission d'Ivanković le 5 mai 2011. Rajko Magić a pris le rôle d'entraîneur, poursuivant la tradition d'embaucher des entraîneurs de l'ex-Yougoslavie. Cependant, il a été limogé après une séquence de défaites et remplacé par l'entraîneur de l'école de football du club, Manuel Barbosa. Le 8 juillet 2011, le club a recruté une des stars de l'équipe nationale, qui évoluait jusque-là au Schalke 04 en Bundesliga, Hao Junmin.

### Renouvellement et achats de grands joueurs étrangers (2012- )
Le 6 janvier 2012, l'entraîneur néerlandais Henk ten Cate est nommé manager. En tant qu'ancien entraîneur de l'Ajax, berceau du football total, il imposerait un style de jeu plus rapide et plus fluide. Ce que le club a obtenu, c'est Henk ten Cate expérimentant de nouveaux schémas de jeu à des joueurs comme Han Peng, Wang Yongpo et Liu Jindong tandis que les jeunes étaient submergés par une compétitivité croissante. Le meneur de jeu du club, Roda Antar, étant blessé, la direction a décidé de recruter des joueurs expérimentés tels que Du Wei, Simão, José Ortigoza et Leonardo Pisculichi. Malheureusement, Henk ten Cate démissionne le 6 septembre 2012 et est remplacé par l'entraîneur chinois Wu Jingui. Henk ten Cate a déclaré qu'il a quitté le club parce qu'il avait le mal du pays. En 2013, l'équipe est éliminée en phase de groupes de l'AFC Champions League et termine quatrième de la Super League chinoise, mais signe un joli coup en recrutant le brésilien Vágner Love au CSKA Moscou pour 12 millions d'euros, le 24 juillet.
Le 22 décembre 2013, le Shandong Luneng FC annonce que le brésilien Cuca est le nouvel entraîneur de l'équipe. En janvier 2014, le club officialise l'achat de l'argentin Walter Montillo pour 7,5 millions d'euros et le brésilien Aloisio (qui finira meilleur buteur du championnat durant la saison 2015 avec 22 buts), pour 5 millions d'euros. Le 22 novembre 2014, l'achat de Ryan McGowan aide l'équipe à vaincre Jiangsu Sainty et à remporter la coupe chinoise de manière spectaculaire, en étant qualifié pour la Ligue des champions la saison suivante. En 2015, l'équipe de Cuca commence la saison en ayant recruté le brésilien Diego Tardelli pour 5,5 millions d'euros. Cependant, l'équipe ne réussit pas à se qualifier à nouveau de la phase de groupes de l'AFC Champions League, mais s'est classée troisième de la ligue nationale, pouvant participer à la phase de qualification de l'AFC Champions League 2016 une nouvelle fois. Le brésilien Jucilei est recruté pour 7 millions d'euros. En décembre 2015, l'ancien entraîneur de l'équipe nationale du Brésil, Mano Menezes, devient le nouvel entraîneur du Shandong Luneng Taishan. La légende Li Xiaopeng devint par la même occasion entraîneur assistant et directeur sportif du club. Pendant l'intersaison, le club recrute le brésilien Gil pour 8,5 millions d'euros. Le 21 avril 2016, avec une victoire 1-0 face aux japonais de Sanfrecce Hiroshima, le Shandong Luneng revint en huitièmes de finale de la Ligue des champions d'Asie après une absence de 11 ans, avec un tour de phase de groupes à l'avance. Le 25 mai, le Shandong Luneng bat le Sydney FC, en quarts de finale de la Ligue des champions de l'AFC. En raison de mauvais résultats en ligue nationale, le 7 juin 2016, Shandong Luneng Taishan annonce que Mano Menezes a démissionné pour des raisons personnelles et qu'il n'est plus le manager de l'équipe. Le 8 juin 2016, L'allemand Felix Magath devient officiellement le nouvel entraîneur de l'équipe. En juillet 2016, l'italien Graziano Pellè est acheté pour 15,25 millions d'euros, devenant le plus gros transfert de l'histoire du club. Le sénégalais Papiss Cissé est lui acheté pour 5,85 millions d'euros
Le 1er décembre 2017, Li Xiaopeng devient le nouveau manager, Magath ayant été licencié. Xiaopeng mène le club a de nombreux succès mais aussi à beaucoup de déconvenues. En effet, entre son arrivée et la fin de saison 2020, il atteint les 3e et 5e places respectivement en 2018 et 2019. De plus, le club joue deux finales de coupe nationale sans en gagner une seule. Cependant, le club réalise quelques jolis coups pendant cette période : le belge Marouane Fellaini, acheté le 1er février 2019 pour 7 millions d'euros ou encore le brésilien Moisés, acheté pour 5 millions d'euros le 21 juillet 2019.
Le début du championnat 2020 est retardé à cause de la pandémie du coronavirus.

## Bilan sportif

### Palmarès
| Compétitions nationales | Compétitions internationales                        | |
| --- | --------------------------------------------------- | --- |
| \| - Championnat de Chine (5) : - Champion : 1999, 2006, 2008 et 2010, 2021. - Vice-champion : 1981, 1982, 1983, 2004 et 2013. - Coupe de Chine (7) : - Vainqueur : 1995, 1999, 2004, 2006, 2014, 2020, 2021, 2022. - Finaliste : 1996, 2005, 2011, 2018, 2019 et 2023 \| \| - Supercoupe de Chine (1) : - Vainqueur : 2015. - Finaliste : 1995 et 2000. - Super League Cup (1) : - Vainqueur : 2004. \| | - Coupe des champions de l'A3 : - Finaliste : 2007. | |
| - Championnat de Chine (5) : - Champion : 1999, 2006, 2008 et 2010, 2021. - Vice-champion : 1981, 1982, 1983, 2004 et 2013. - Coupe de Chine (7) : - Vainqueur : 1995, 1999, 2004, 2006, 2014, 2020, 2021, 2022. - Finaliste : 1996, 2005, 2011, 2018, 2019 et 2023 |                                                     | - Supercoupe de Chine (1) : - Vainqueur : 2015. - Finaliste : 1995 et 2000. - Super League Cup (1) : - Vainqueur : 2004. |

### Bilan saison par saison
| Saison | D1  | Points | Journée | Vic. | Nuls | Déf. | B.P. | B.C. | Diff. | Moyenne spectateurs |
| ------ | --- | ------ | ------- | ---- | ---- | ---- | ---- | ---- | ----- | ------------------- |
| 2006   | 1er | 69 pts | 28      | 22   | 3    | 3    | 74   | 26   | +48   |                     |
| 2007   | 3e  | 48 pts | 28      | 14   | 6    | 8    | 53   | 29   | +24   |                     |
| 2008   | 1er | 63 pts | 30      | 18   | 9    | 3    | 54   | 25   | +29   | 16 500              |
| 2009   | 4e  | 45 pts | 30      | 11   | 12   | 7    | 35   | 30   | +5    | 19 328              |
| 2010   | 1er | 63 pts | 30      | 18   | 9    | 3    | 59   | 34   | +25   | 8 987               |
| 2011   | 5e  | 47 pts | 30      | 13   | 8    | 9    | 37   | 31   | +6    | 12 112              |
| 2012   | 12e | 36 pts | 30      | 8    | 12   | 10   | 46   | 43   | +3    | 20 148              |
| 2013   | 2e  | 59 pts | 30      | 18   | 5    | 7    | 55   | 35   | +20   | 27 683              |
| 2014   | 4e  | 48 pts | 30      | 12   | 12   | 6    | 41   | 29   | +12   | 23 931              |
| 2015   | 3e  | 59 pts | 30      | 18   | 5    | 7    | 66   | 41   | +25   | 22 559              |
| 2016   | 14e | 34 pts | 30      | 9    | 7    | 14   | 38   | 45   | -7    | 18 932              |
| 2017   | 6e  | 49 pts | 30      | 13   | 10   | 7    | 49   | 33   | +16   | 30 285              |
| 2018   | 3e  | 58 pts | 30      | 17   | 7    | 6    | 57   | 39   | +18   | 24 785              |
| 2019   | 5e  | 51 pts | 30      | 15   | 6    | 9    | 55   | 35   | +20   | 22 181              |
| 2020   | 5e  | 32 pts | 20      | 9    | 5    | 6    | 35   | 25   | 10    |                     |
| 2021   | 1er | 51 pts | 22      | 15   | 6    | 1    | 47   | 16   | 31    |                     |
| 2022   | 2e  | 78 pts | 34      | 25   | 3    | 6    | 87   | 29   | 58    |                     |
| 2023   | 2e  | 58 pts | 30      | 16   | 10   | 4    | 59   | 25   | 34    |                     |

## Personnalités du club

### Présidents
| - Li Tongzhi - Sun Guoyu | - Sun Hua |

### Entraîneurs
| - Yin Tiesheng (1994 - 1997) - Kim Jung-nam (1998) - Slobodan Santrač (1999 - 2000) - Đoko Koković (2000) - Boris Ignatiev (2000 - 2001) - Valeri Nepomniachi (2001 - 2003) - Ljubiša Tumbaković (2004 - 2009) - Branko Ivanković (2009 - 2011) - Rajko Magić (2011) | - Manuel Barbosa (2011) - Henk ten Cate (2012) - Wu Jingui (2012) - Radomir Antić (2012 - 2013) - Cuca (2013 - 2015) - Mano Menezes (2016) - Felix Magath (2016 - 2017) - Li Xiaopeng (2018 - ) |

### Joueurs

#### Joueurs emblématiques
- Li Xiaopeng
- Wang Dalei
- Dai Lin
- Zheng Zheng
- Wang Tong
- Wang Yongpo
- Hao Junmin
- Roda Antar
- Fred Benson
- Vagner Love
- Gil
- Nicolas Ouédec
- Ionel Dănciulescu
- Papiss Cissé
- Graziano Pellè
- Diego Tardelli
- Marouane Fellaini
- Roger Guedes
- Moises